# Lista de anãs marrons
A primeira anã marrom (português brasileiro) ou anã castanha (português europeu) isolada descoberta foi Teide 1 em 1995. A primeira anã marrom orbitando uma estrela descoberta foi Gliese 229 B, também em 1995.  A primeira anã marrom a possuir um planeta orbitando ao seu redor descoberta foi 2M1207, descoberta em 2004.
Como a massa de uma anã marrom se situa entre a de um planeta e a de uma estrela, elas também têm sido denominadas planetars ou hiperjovianos. Várias designações de catálogo têm sido utilizadas para se referir às anãs marrons; aquelas cujo nome termina em 'b' orbitam ao redor de uma estrela primária.
A listagem seguinte compreende a 53 anãs marrons para as quais há dados disponíveis, de um total de no mínimo 626 conhecidas. Note que alguns planetas extrassolares podem acabar sendo classificados como anãs marrons se possuírem uma massa maior do que a estimada inicialmente: à maioria é dada apenas a massa mínima, pois não possuem a inclinação da órbita conhecida. Exemplos incluem HD 114762 b (>11.68 MJ), Pi Mensae b (>10.312 MJ), e NGC 2423-3 b (>10.6 MJ).

## Anãs marrons confirmadas orbitando estrelas primárias
Segue abaixo uma lista de 41 anãs marrons que orbitam estrelas primárias.
Ordenadas conforme uma ascensão reta crescente das respectivas estrelas primárias. As anãs marrons dentro de um sistema são ordenadas de acordo com um período orbital crescente.
| Estrela            | Constelação     | Ascensão reta | Declinação   | Magn. ap. | Distância (al) | Tipo espectral | Anã marrom | Massa (MJ) | Raio (RJ) | Período orbital (d) | Semieixo maior (UA) | Excentricidade orbital | Inclinação (°) | Ano de descoberta |
| ------------------ | --------------- | ------------- | ------------ | --------- | -------------- | -------------- | ---------- | ---------- | --------- | ------------------- | ------------------- | ---------------------- | -------------- | ----------------- |
| HD 8673            | Andromeda       | 01h 26m 09s   | +34° 34′ 47″ | 6.31      | 124.75         | F7V            | b          | 14         |           | 639                 | 1.58                |                        |                | 2005              |
| Upsilon Andromedae | Andromeda       | 01h 36m 48s   | +41° 24′ 20″ | 4.63      | 43.9           | F8V            | c          | 13.98      |           | 237.7               | 0.822               | 0.224                  | 7.9            | 1999              |
| HD 13189           | Triangulum      | 02h 09m 40s   | +32° 18′ 59″ | 7.57      | 603.4          | K2II           | b          | 14         |           | 471.6               | 1.85                | 0.28                   |                | 2005              |
| HD 16760           | Perseus         | 02h 42m 21s   | +38° 37′ 07″ | 8.74      | 163            | G5V            | b          | 14.3       |           | 465.1               | 1.13                | 0.067                  |                | 2009              |
| HD 18445           | Fornax          | 02h 57m 13s   | –24° 58′ 30″ | 7.78      | 83.92          | K2V            | b          | 39         |           | 554.67              | 0.9                 | 0.54                   |                | 1991              |
| BD−04°782          | Eridanus        | 04h 15m 10s   | –04° 25′ 06″ | 9.39      | 66.6           | K5V            | b          | 21         |           | 240.92              | 0.7                 | 0.28                   |                | 1996              |
| HD 283750          | Taurus          | 04h 36m 48s   | +27° 08′ 00″ | 8.42      | 53.81          | K2V            | b          | 50         |           | 1.79                | 0.025               | 0.02                   |                | 1996              |
| HD 29587           | Perseus         | 04h 41m 34s   | +42° 07′ 25″ | 7.29      | 146.77         | G2V            | b          | 40         |           | 1471.7              | 2.5                 | 0.37                   |                | 1996              |
| HD 38529 A         | Orion           | 05h 46m 34s   | +01° 10′ 05″ | 5.94      | 138            | G4IV           | c          | 37         |           | 2174.3              | 3.68                | 0.36                   | 160            | 2002              |
| HD 41004 B         | Pictor          | 05h 59m 50s   | –48° 14′ 23″ | 12.33     | 139            | M2             | b          | 18.4       |           | 1.3283              | 0.0177              | 0.081                  |                | 2004              |
| Gliese 229         | Lepus           | 06h 10m 35s   | –21° 51′ 42″ | 8.14      | 19             | M1V            | B          | 40         |           | 200 y               | 40                  |                        |                | 1995              |
| AB Pictoris        | Pictor          | 06h 19m 12s   | –58° 03′ 15″ | 9.16      | 149            | K2V            | b          | 13.5       |           |                     | 275                 |                        |                | 2005              |
| Tau Geminorum      | Gemini          | 07h 11m 08s   | +30° 14′ 43″ | 4.40      | 302            | K2III          | b          | 18.1       |           | 305                 |                     |                        |                | 2004              |
| HAT-P-13           | Ursa Major      | 08h 39m 32s   | +47° 21′ 07″ | 10.62     | 698            | G4             | c          | 15.2       |           | 428.5               | 1.186               | 0.691                  |                | 2009              |
| G 196-3            | Ursa Major      | 10h 04m 22s   | +50° 23′ 23″ | 11.77     | 50.2           | M2.5           | b          | 25         |           |                     | 300                 |                        |                | 1998              |
| BD+20°2457         | Leo             | 10h 16m 45s   | +19° 53′ 29″ | 9.75      | 652            | K2II           | b          | 21.42      |           | 379.63              | 1.45                | 0.15                   |                | 2009              |
| HD 89707           | Hydra           | 10h 20m 50s   | –15° 28′ 48″ | 7.19      | 81.54          | G1V            | b          | 54         |           | 298.25              |                     | 0.95                   |                | 1991              |
| CT Chamaeleontis   | Chamaeleon      | 11h 04m 09s   | –76° 27′ 19″ | 12.36     | 538            | K7             | b          | 17         | 2.2       |                     |                     | 440                    |                | 2008              |
| ChaHα8             | Chamaeleon      | 11h 07m 48s   | −77° 40′ 08″ | 20.1      | 522            | M6.5           | b          | 18         |           | 1590.9              | 1                   | 0.49                   |                | 2007              |
| Xi Ursae Majoris B | Ursa Major      | 11h 18m 12s   | +31° 32′ 15″ | 4.73      | 25.11          | F8.5V          | b          | 37         |           | 3.98                | 0.06                | 0                      |                | 1931              |
| CD−33°7795         | Hydra           | 11h 31m 55s   | –34° 36′ 17″ | 11.37     | 163.08         | M1             | b          | 20         |           |                     | 100                 |                        |                | 1998              |
| NGC 4349-127       | Crux            | 12h 24m 08s   | −61° 52′ 18″ | 7.4       | 7097           | MIII?          | b          | 19.8       |           | 677.8               | 2.38                | 0.19                   |                | 2007              |
| HD 110833          | Canes Venatici  | 12h 44m 16s   | +51° 45′ 40″ | 7.04      | 55.44          | K3V            | b          | 17         |           | 270.04              | 0.8                 | 0.69                   |                | 1996              |
| HW Virginis        | Virgo           | 12h 44m 20s   | −08° 40′ 17″ | 10.9      | 590            | sdB+M          | b          | 19.23      |           | 5786                | 5.30                | 0.46                   |                | 2008              |
| HD 112758          | Virgo           | 12h 59m 03s   | –09° 50′ 03″ | 7.56      | 53.81          | K0V            | b          | 35         |           | 103.22              | 0.35                | 0.16                   |                | 1996              |
| HD 131664          | Apus            | 15h 00m 06s   | −73° 32′ 07″ | 8.13      | 180.8          | G3V            | b          | 18.15      |           | 1951                | 3.17                | 0.638                  |                | 2008              |
| HD 136118          | Serpens         | 15h 18m 55s   | −01° 35′ 32″ | 6.94      | 171            | F9V            | b          | 42         |           | 1209                | 1.45                | 0.352                  | 163.1          | 2002              |
| HD 140913          | Corona Borealis | 15h 45m 07s   | +28° 28′ 12″ | 8.07      | 156.42         | G0V            | b          | 46         |           | 147.94              | 0.54                | 0.61                   |                | 1996              |
| GQ Lupi            | Lupus           | 15h 49m 12s   | –35° 39′ 03″ | 11.4      | 400            | K7eV           | b          | 1-42       | 1.8       |                     | 103                 |                        |                | 2005              |
| UScoCTIO 108       | Scorpius        | 16h 05m 54s   | –18° 18′ 43″ |           | 473            | M7             | b          | 14         |           |                     | 670                 |                        |                | 2007              |
| HD 149382          | Ophiuchus       | 16h 34m 23s   | −04° 00′ 52″ | 8.95      | 241            | B5D            | b          | 15.5       |           | 2.391               |                     | 0                      | 39             | 2009              |
| HD 162020          | Scorpius        | 17h 50m 38s   | –40° 19′ 06″ | 9.18      | 101.95         | K2V            | b          | 15.0       |           | 8.428198            | 0.0751              | 0.277                  |                | 2000              |
| Nu Ophiuchi        | Ophiuchus       | 17h 59m 01s   | −09° 46′ 25″ | 3.33      | 152.8          | K0III          | b          | 21.9       |           | 536                 |                     |                        |                | 2004              |
| HD 164427          | Telescopium     | 18h 04m 43s   | −59° 12′ 35″ | 6.89      | 127.52         | G4IV           | b          | 46         |           | 108.55              | 0.46                | 0.55                   |                | 2000              |
| HD 168443          | Serpens         | 18h 20m 04s   | –09° 35′ 34″ | 6.92      | 123.5          | G5             | c          | 34         |           | 1739.5              | 2.87                | 0.228                  | 150            | 2001              |
| SCR 1845-6357      | Pavo            | 18h 45m 07s   | −63° 57′ 43″ | 17.4      | 12.57          | M8.5V          | B          | 40-50      |           |                     | 4.1                 |                        |                | 2006              |
| COROT-3            | Aquila          | 19h 28m 13s   | +00° 07′ 19″ | 13.3      | 2220           | G0V            | b          | 21.66      | 1.01      | 4.2568              | 0.057               | 0                      | 85.9           | 2008              |
| 15 Sagittae        | Sagitta         | 20h 04m 06s   | +17° 04′ 13″ | 5.80      | 57.7           | G1V            | B          | 65         |           |                     | 14                  |                        |                | 2002              |
| HD 202206          | Capricornus     | 21h 14m 58s   | –20° 47′ 20″ | 8.08      | 151.14         | G6V            | b          | 17.4       |           | 255.87              | 0.83                | 0.435                  |                | 2000              |
| Epsilon Indi       | Indus           | 22h 03m 22s   | –56° 47′ 09″ | 4.69      | 11.8           | K5V            | Bb         | 28         |           | 15 y                | 2.65                |                        |                | 2003              |
| Epsilon Indi       | Indus           | 22h 03m 22s   | –56° 47′ 09″ | 4.69      | 11.8           | K5V            | Ba         | 47         |           | 1459 y              |                     |                        |                | 2003              |
| HD 217580          | Aquarius        | 23h 01m 52s   | –03° 50′ 55″ | 7.46      | 58.7           | K4V            | b          | 60         |           | 454.66              | 1                   | 0.52                   |                | 1994              |

## Anãs marrons não confirmadas
Segue abaixo uma lista de 7 anãs marrons ainda não confirmadas orbitando estrelas.
Ordenadas conforme uma ascensão reta crescente das respectivas estrelas primárias. As anãs marrons dentro de um sistema são ordenadas de acordo com um período orbital crescente.
| Estrela     | Constelação | Ascensão reta | Declinação   | Magn. ap. | Distância (al) | Tipo espectral | Anã marrom | Massa (MJ) | Raio (RJ) | Período orbital (d) | Semieixo maior (UA) | Excentricidade orbital | Inclinação (°) | Ano de descoberta |
| ----------- | ----------- | ------------- | ------------ | --------- | -------------- | -------------- | ---------- | ---------- | --------- | ------------------- | ------------------- | ---------------------- | -------------- | ----------------- |
| Gliese 22 B | Cassiopeia  | 00h 32m 27s   | +67° 14′ 09″ | 10.38     | 326            | M2.5V          | b          | 16         |           | ~5500               |                     | 0                      |                | 2008              |
| HD 3346     | Andromeda   | 00h 36m 46s   | +44° 29′ 19″ | 5.16      | 655.58         | K5III          | c          | 60         |           | 650                 | 2.5                 |                        |                | 1996              |
| OGLE-TR-109 | Carina      | 10h 53m 41s   | –61° 25′ 15″ | 15.8      | 8450           |                | b          | <14        | 0.9       | 0.589128            | 0.016               |                        | 77             | 2002              |
| HD 100546   | Musca       | 11h 33m 25s   | –70° 11′ 41″ | 6.70      | 337.25         | B9Vne          | b          | 20         |           |                     | 6.5?                |                        |                | 2005              |
| HD 104304   | Virgo       | 12h 00m 44s   | −10° 26′ 46″ | 5.54      | 42.1           | G9             | b          | 17.2       |           | 2752                |                     | 0.38                   |                | 2007              |
| CM Draconis | Draco       | 16h 34m 27s   | +57° 09′ 00″ | 12.90     | 48             | M4             | b          | 64         |           | 73                  | 0.27                |                        |                | 1998              |
| HD 154857   | Ara         | 17h 11m 16s   | −56° 40′ 51″ | 7.25      | 220            | G5V            | c          | 18.4       |           | 2900                |                     | >0.25                  |                | 2007              |

## Anãs marrons livres
Segue abaixo uma lista de 4 anãs marrons livres, ouseja, as que não orbitam estrelas primárias.
Ordenadas conforme uma ascensão reta crescente das respectivas estrelas primárias. As anãs marrons dentro de um sistema são ordenadas de acordo com um período orbital crescente.
| Anã marrom        | Constelação | Ascensão reta | Declinação   | Magn. ap. | Distância (al) | Tipo espectral | Massa (MJ) | Raio (RJ) | Ano de descoberta |
| ----------------- | ----------- | ------------- | ------------ | --------- | -------------- | -------------- | ---------- | --------- | ----------------- |
| DEN 0255-4700     | Eridanus    | 02h 55m 04s   | −47° 00′ 51″ | 22.92     | 16.2           | L8             | <80        |           | 2006              |
| Teide 1           | Taurus      | 03h 47m 18s   | +24° 22′ 31″ |           | 380            | M8             | 55         |           | 1995              |
| Cha 110913-773444 | Chamaeleon  | 11h 09m 14s   | –77° 34′ 45″ | 21.59     | 163            | L              | 8          | 1.8       | 2005              |
| OTS 44            | Chamaeleon  | 11h 10m 12s   | –76° 32′ 13″ |           | 554            | M9.5V          | 15         |           | 2005              |